# Ross Friedman
Ross Friedman (ur. 3 stycznia 1954 w Blackheath) – angielski muzyk. Po przeniesieniu się do Nowego Jorku od 1975 do 1978 grał jako gitarzysta w The Dictators, a po nagraniu z nimi trzech albumów przeniósł się do Francji, gdzie zasilił szeregi Shakin' Street.
Podczas trasy Heaven and Hell w 1980, grając jako support dla Black Sabbath za sprawą ówczesnego wokalisty tego zespołu Ronniego Jamesa Dio poznał Joeya DeMaio, wraz z którym tego samego roku założył Manowar. Opuścił zespół w 1989, będąc zastąpionym przez Davida Shankle.
W 2008 roku nagrał swój solowy album zatytułowany New Metal Leader.